# Восемь сотен
«Восемь сотен» (кит. упр. 八佰) — китайская военная историческая драма режиссёра Гуань Ху, вышедшая 21 августа 2020 года. Фильм рассказывает об обороне склада Сыхан в Шанхае в 1937 году во время битвы за Шанхай и Второй японо-китайской войны. Фильм имел успех у критиков и коммерческий успех, собрав 472 миллиона долларов по всему миру, что сделало его самым кассовым фильмом 2020 года.

## Сюжет

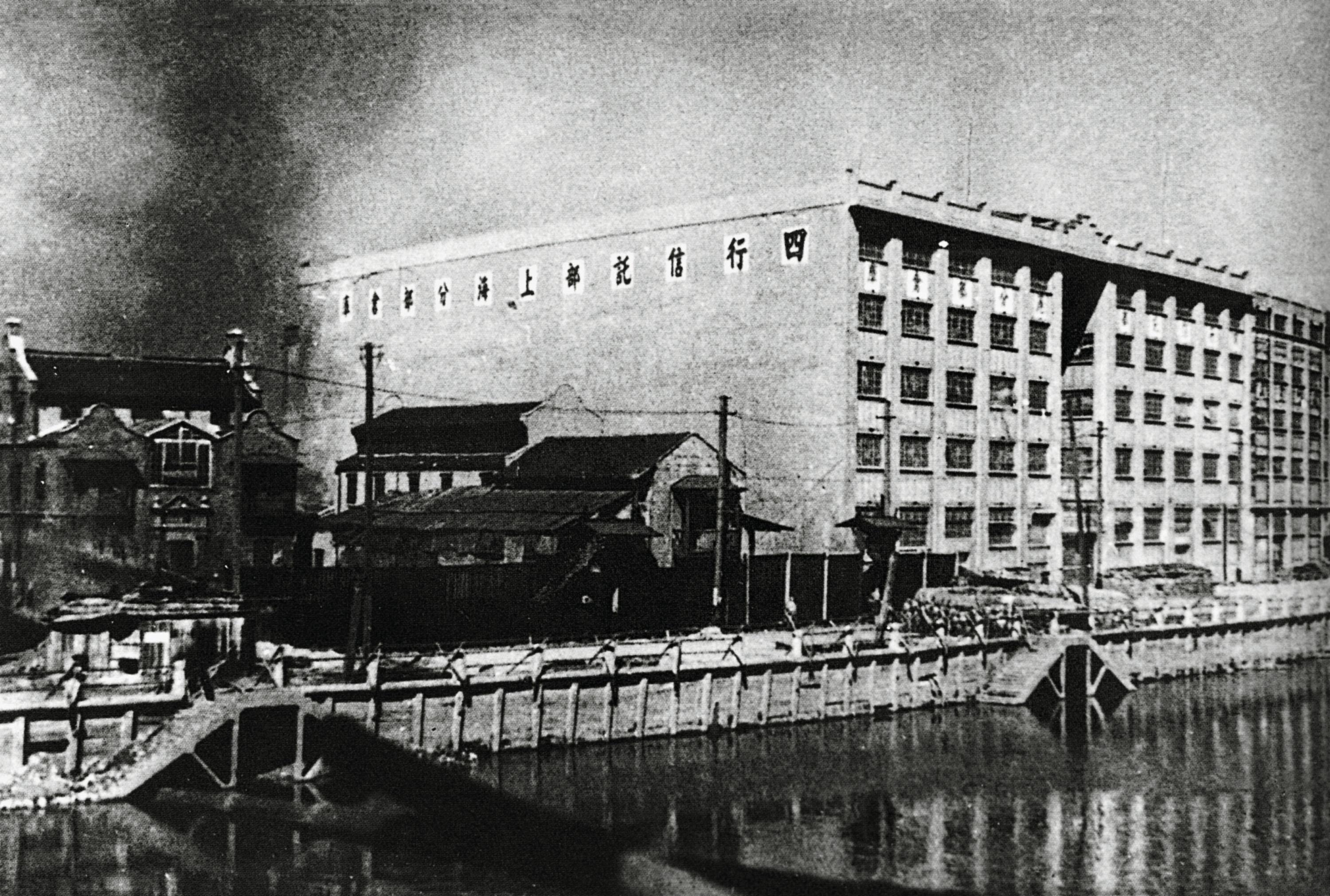
Склад Сыхан под обстрелом

В первые дни Второй японо-китайской войны императорская армия Японии вторглась в Шанхай, что более известно как «Битва за Шанхай». После более трёх месяцев сдерживания японцев и тяжёлых потерь китайская армия была вынуждена отступить из-за опасности оказаться в окружении. Подполковник Се Цзиньюань из 524-го полка недостаточно оснащённой 88-й дивизии Национально-революционной армии возглавил 452 молодых офицеров и солдат, которые героически сражались по приказу генералиссимуса Чан Кайши, чтобы защитить склад Сыхан от 3-й японской дивизии, состоящей примерно из 20 000 солдат. Решение было принято, чтобы поднять боевой дух китайского народа после потерь в Пекине и Шанхае, а также заручиться поддержкой европейских держав и США, которые наблюдали за сражением из Шанхайского международного сеттльмента, находящегося напротив склада на другом берегу реки Сучжоухэ.

## В ролях
- Хуан Чжичжун — Лао Хулу, солдат
- Чжан Цзюнъи — Сяо Хубэй, солдат
- Охо Оу — Дуань Ву, солдат
- Ду Чунь — подполковник Се Цзиньюань
- Чжан Чэн — капитан Лэй Сюн, командир пулемётной роты
- Ван Цяньюань — Ян Гуай, солдат
- Цзян У — Лао Тай «Баба», солдат-артиллерист
- Чжан И — Лао Суэнпэнь «Счетовод», бухгалтер
- Чжан Юхао — Сяо Циюэ, солдат
- Вижен Вэй — Чжу Шэнчжун, солдат
- Тан Исинь — Ян Хуэйминь, студентка, доставившая солдатам флаг Китайской Республики
- Хидэо Накаидзуми — полковник Коноэ Исао
- Ли Цзюсяо — Дао Цзы
- Хоу Юн — профессор
- Лян Цзин — жена профессора
- Ли Чэнь — солдат
- Сюй Цзявэнь (Аугуста Сюй-Холлэнд) — Ева
- Юй Айлэй — Чан Лоян, солдат
- Синь Байцинь — Фан Синвэнь
- Цао Вэйюй — Юй Хунцзюнь
- Ма Цзинъу — управляющий театра
- Юй Хаомин — Шангуань Чжибяо, командир роты
- Лю Сяоцин — сестра Рон
- Яо Чэнь — Хэ Сяннин
- Чжэн Кай — Чен Шушэн, заместитель командира отряда
- Хуан Сяомин — посыльный

## Производство
Гуань Ху готовился к фильму 10 лет. «Восемь сотен» — первый китайский фильм или коммерческий азиатский фильм, снятый полностью на камеры IMAX. Производственная группа построила реалистичные декорации в Сучжоу (провинция Цзянсу, Восточный Китай) из 68 зданий площадью 133 333 квадратных метра. Сумма инвестиций в фильм составляет 550 млн. китайских юаней (80 млн. долларов США).
Основные съёмки начались 9 сентября 2017 года и завершилась 27 апреля 2018 года.

## Саундтрек
Музыкальную тему к фильму под названием «Вспоминая» (苏州河) написали Боб Эзрин, Шридхар Соланки, Чен Чжан и Изабель Юэ Инь на основе мелодии «Londonderry Air» в исполнении Андреа Бочелли и На Ин. У заглавной песни есть версии на английском и севернокитайском языках. Музыкальная тема сопровождалась основной темой фильма и партитурой, написанной Эндрю Кавчински и Рупертом Грегсоном-Уильямсом.
| Название                            | Автор/исполнитель(и)   | Продолжительность |
| ----------------------------------- | ---------------------- | ----------------- |
| When I Turn to Dust                 | Эндрю Кавчински        | 2:48              |
| Great City in Ruins                 | Эндрю Кавчински        | 2:48              |
| Day 1                               | Эндрю Кавчински        | 4:51              |
| White Horse                         | Эндрю Кавчински        | 1:50              |
| Imminent Danger                     | Эндрю Кавчински        | 3:10              |
| Overstepped Boundaries              | Эндрю Кавчински        | 5:29              |
| Day 2                               | Эндрю Кавчински        | 4:10              |
| True Heroes                         | Эндрю Кавчински        | 5:36              |
| Day 3                               | Эндрю Кавчински        | 4:01              |
| Pure Gold Fears No Fire             | Эндрю Кавчински        | 4:39              |
| A Vision                            | Эндрю Кавчински        | 2:50              |
| Day 4                               | Эндрю Кавчински        | 4:55              |
| Politics of War                     | Эндрю Кавчински        | 3:59              |
| The World is Watching Us            | Эндрю Кавчински        | 3:12              |
| Before the Dawn                     | Эндрю Кавчински        | 3:32              |
| Take Cover                          | Эндрю Кавчински        | 6:48              |
| Last Stand                          | Эндрю Кавчински        | 2:35              |
| You Will See My Smile               | Эндрю Кавчински        | 2:37              |
| Remembering (Chinese Version)       | Андреа Бочелли и На Ин | 4:51              |
| Remembering (International Version) | Андреа Бочелли и На Ин | 4:52              |

## Релиз
Первоначально премьера фильма была запланирована на 15 июня 2019 года во время открытия престижного Шанхайского международного кинофестиваля, но была перенесена на 5 июля из-за «консультаций между производственной группой и другими организациями». Перед отзывом неправительственная группа Китайская ассоциация исследования красной культуры (Chinese Red Culture Research Association) провела научную конференцию по кинопроизводству, на которой участники высказали своё мнение о фильме. Присутствующие не согласились с изображением Национально-революционной армии, заявив, что в фильме не удалось показать «классовое угнетение в рядах гоминьдановской армии, проступки её офицеров и злобное угнетение народа». Согласно отчёту, опубликованному в социальной сети WeChat, участники жаловались, что фильм чрезмерно прославляет гоминьдановскую армию.
После этого показ фильма на Шанхайском кинофестивале был отменён. Цзя Чжанкэ, известный кинорежиссёр, раскритиковал это решение, заявив на Sina Weibo: «[эти вещи] не могут быть такими для кинобизнеса».
Затем фильм снова был отложен с даты выхода 5 июля 2019 года. Оттеснённые более чем на год из-за того, что не прошли цензуру, 2 августа 2020 года продюсеры объявили, что выпуск фильма намечен на 21 августа 2020 года по всей стране. Театральная версия на 13 минут короче той, которая была бы показана в 2019 году на Шанхайском кинофестивале.
Российская премьера состоялась на фестивале «Новое кино Китая» 17 декабря 2020 в Москве и Петербурге, а 20 декабря — в Новосибирске. В российский кинопрокат фильм выпустила компания «СБ Фильм» 6 мая 2021.

## Приём

### Кассовые сборы
Анонсы фильма были показаны в пятницу, 14 августа, и принесли 2,1 млн долларов, затем в понедельник, 17 августа, и во вторник, 18 августа, с заработком около 7,6 млн долларов за ночь, общая сумма предварительного просмотра составила 16,8 млн долларов. Затем в день официального открытия он заработал 40 млн долларов. В первые выходные он собрал в общей сложности 116 млн долларов (803,2 млн юаней), что стало крупнейшим дебютом 2020 года на тот момент. В 2020 календарном году фильм собрал на одной территории больше, чем любой другой релиз, заработав 366 млн долларов в Китае. В общей сложности он заработал 472,6 млн долларов.

### Критика
Согласно агрегатору рецензий Rotten Tomatoes, фильм имеет рейтинг одобрения 86 %, основанный на 24 отзывах критиков, со средним рейтингом 6,63 из 10. На Metacritic он имеет средневзвешенный балл 64 из 100, основанный на 7 отзывах критиков, что указывает на «в целом положительные отзывы».
Ян Фрир из Empire присвоил фильму 4 звезды из 5, написав: «„Восемь сотен“ разрастается и ничего не делает в спешке — основной заголовок появляется через 20 минут — и в конечном итоге слишком много персонажей, о которых нужно думать, но куда бы вы ни повернулись, везде фантастические кадры, переходящие от грандиозного взрыва к более спокойным моментам».
Мэгги Ли из Variety описала фильм как «монументальный, хотя иногда и громоздкий», сравнив его с «Дюнкерком» и написав: «Саги действительно разделяют схожие настроения о выживании, стойкости и победе в поражении… интимность и размах жестокого военного зрелища, погружая в потрясающе смонтированный холст того времени». Однако она также отметила, что «список персонажей настолько раздут, что трудно идти в ногу с их траекториями».
Кэт Кларк из The Guardian присвоила фильму 3 звезды из 5, охарактеризовав фильм как «Бешеное, захватывающее дух сражение… Гуань бьёт молотком и щипцами со спецэффектами, потрясающе громкими боевыми сценами, отредактированными с молниеносной скоростью фильма о супергероях». Однако она сказала, что «трудно особо заботиться о том, кто живёт или умирает», потому что «с таким интенсивным вниманием, которое уделяется действию, нет времени на эмоциональную жизнь персонажей».
Майкл Ордонья из Los Angeles Times, рассматривая более короткую театральную версию фильма, аналогичным образом заметил, что он «пропускает всю часть развития персонажа, а также логику многих выборов и сцен… Вместо того, чтобы погружать нас в момент, как, скажем, „Падение Чёрного ястреба“ с его неумолимой интенсивностью, „Восемь сотен“ имеет множество извилистых простоев, разбросанных среди огромного количества персонажей. Но почему-то мы не узнаем никого из этих людей». Он добавил, что в нём прославляется «пылкий национализм» или «фетишизированное мученичество», и описал «своего рода главных героев» как «больше типажей, чем реальных людей».

### Награды
| Премия                        | Дата           | Категория                                                                      | Номинант(ы)                                                                                                 | Результат | Прим.  |
| ----------------------------- | -------------- | ------------------------------------------------------------------------------ | --- | --------- | ------ |
| Visual Effects Society Awards | 6 апреля 2021  | Превосходно созданная фотореалистичная среда                                   | Сефано Чьери, Аарон Оти, Саймон Карлайл, Патрик Зентис (за центр Шанхая 1937 года)                          | Номинация | [ 34 ] |
| Visual Effects Society Awards | 6 апреля 2021  | Превосходно созданная фотореалистичная среда                                   | Джейми МакДугалл, Марк Хонер, Дэвид Пекарек (за складской район Шанхая)                                     | Номинация | [ 34 ] |
| Golden Reel Awards            | 16 апреля 2021 | Выдающиеся достижения в области монтажа звука — Особенности иностранного языка | Ранганатх Рави, Сриджит Шринивасан, Бони М. Джой, Арун Рама Варма, Амандип Сингх и Мохаммад Икбал Паратвада | Победа    | [ 35 ] |